# ジョハンセン検定
ヨハンセンの手順（ヨハンセンの手順、英: Johansen procedure）とは、計量経済学において、いくつかの、例えば k 個の単位根時系列の共和分関係に対する仮説検定の手続きである。ソーレン・ヨハンセンにちなんで名づけられた。ヨハンセンの手順は複数の共和分関係に対する検定を可能とするため、単一の（推定された）共和分関係における残差に対して単位根についてのディッキー–フラー検定（ないしは拡張ディッキー–フラー検定）を行うエンゲル–グレンジャー検定より一般的に応用しやすい。
ヨハンセンの手順にはトレース検定と最大固有値検定の2種類があり、この2つの検定から得られる推測はほんの少し違う。トレース検定の帰無仮説は共和分ベクトルの数が r = r* < k であるというものに対し、対立仮説は r = k となる。検定の手続きは r* を 1,2,... と増やしていき、最初に帰無仮説が棄却されなかった r* を r の推定値とするものである。"最大固有値"検定の帰無仮説はトレース検定と同じだが、対立仮説は r = r* + 1 となる。そして最大固有値検定の手続きも同様に r* を 1,2,... と増やしていき、最初に帰無仮説が棄却されなかった r* を r の推定値とするものである。
単位根検定と同様に、定数項もしくはトレンド項のどちらか、または双方をモデルに組み入れている。一般的なベクトル自己回帰(VAR)モデルについて
{\displaystyle X_{t}=\mu +\Phi D_{t}+\Pi _{p}X_{t-p}+\cdots +\Pi _{1}X_{t-1}+e_{t},\quad t=1,\dots ,T}
となる。ここで誤差修正について2つの特定化が考えられる。つまり2つのVECM（ベクトル誤差修正モデル、英: vector error correction model）が考えられる。
1. 長期VECM:
{\displaystyle \Delta X_{t}=\mu +\Phi D_{t}+\Pi X_{t-p}+\Gamma _{p-1}\Delta X_{t-p+1}+\cdots +\Gamma _{1}\Delta X_{t-1}+\varepsilon _{t},\quad t=1,\dots ,T}
ここで
{\displaystyle \Gamma _{i}=\Pi _{1}+\cdots +\Pi _{i}-I,\quad i=1,\dots ,p-1.\,}
2. 一時的VECM
{\displaystyle \Delta X_{t}=\mu +\Phi D_{t}-\Gamma _{p-1}\Delta X_{t-p+1}-\cdots -\Gamma _{1}\Delta X_{t-1}+\Pi X_{t-1}+\varepsilon _{t},\quad t=1,\cdots ,T}
ここで
{\displaystyle \Gamma _{i}=\left(\Pi _{i+1}+\cdots +\Pi _{p}\right),\quad i=1,\dots ,p-1.\,}
これら2つは同じものである。両方のVECMにおいて
{\displaystyle \Pi =\Pi _{1}+\cdots +\Pi _{p}-I.\,}
となる。Π に何を選ぶかは推測しなくてはならない。もし同じものを選べば説明力も同様に同じとなる。

なお、ヨハンセンの手順には様々な類似表現が存在するが、どれも同じものを意味する。例えば、ヨハンセン共和分検定やヨハンセンの手法、ヨハンセンの方法、ヨハンセン検定（英: Johansen test）、ジョハンセン検定などである。ただし、Johansenの発音はデンマーク語では「ヨ」に近いため、ジョハンセンと表記するのはあまり好ましくない。